# Din Sula
Din Sula (Bruxelles, 2 marzo 1998) è un calciatore belga naturalizzato albanese, attaccante svincolato.

## Biografia
Anche suo fratello minore Drin è un calciatore.

## Carriera

### Club
Il 10 luglio 2018 viene acquistato a titolo definitivo dalla squadra belga del Waasland-Beveren.

### Nazionale
Ha giocato nelle nazionali giovanili belghe Under-17 ed Under-19.
Debutta con la maglia della nazionale albanese Under-21 il 26 marzo 2019 nella partita valida per le qualificazioni all'Europeo 2021, pareggiata per 2-2 contro i pari età dell'Andorra, nella quale è subentrato nel secondo tempo, realizzando anche il gol del pareggio per la sua squadra.

## Statistiche

### Presenze e reti nei club
Statistiche aggiornate al 6 aprile 2024.
| Stagione                | Squadra                 | Campionato              | Campionato | Campionato | Coppe nazionali | Coppe nazionali | Coppe nazionali | Coppe continentali | Coppe continentali | Coppe continentali | Altre coppe | Altre coppe | Altre coppe | Totale | Totale |
| Stagione                | Squadra                 | Comp                    | Pres       | Reti       | Comp            | Pres            | Reti            | Comp               | Pres               | Reti               | Comp        | Pres        | Reti        | Pres   | Reti   |
| ----------------------- | ----------------------- | ----------------------- | ---------- | ---------- | --------------- | --------------- | --------------- | ------------------ | ------------------ | ------------------ | ----------- | ----------- | ----------- | ------ | ------ |
| mag.-giu. 2015          | OH Lovanio              | PL                      | 0+1        | 0          | CB              | 0               | 0               | -                  | -                  | -                  | -           | -           | -           | 1      | 0      |
| nov. 2015-2016          | OH Lovanio              | PL                      | 1          | 0          | CB              | 0               | 0               | -                  | -                  | -                  | -           | -           | -           | 1      | 0      |
| 2016-2017               | OH Lovanio              | D2                      | 11         | 1          | CB              | 0               | 0               | -                  | -                  | -                  | -           | -           | -           | 11     | 1      |
| Totale OH Lovanio       | Totale OH Lovanio       | Totale OH Lovanio       | 12+1       | 1+0        |                 | 0               | 0               |                    | -                  | -                  |             | -           | -           | 13     | 1      |
| 2017-2018               | Lommel                  | D3                      | 34         | 19         | CB              | 1               | 0               | -                  | -                  | -                  | -           | -           | -           | 35     | 19     |
| 2018-2019               | Waasland-Beveren        | PL                      | 2          | 0          | CB              | 0               | 0               | -                  | -                  | -                  | -           | -           | -           | 2      | 0      |
| 2019-2020               | Waasland-Beveren        | PL                      | 18         | 2          | CB              | 0               | 0               | -                  | -                  | -                  | -           | -           | -           | 18     | 2      |
| 2020-2021               | Waasland-Beveren        | PL                      | 6          | 1          | CB              | 0               | 0               | -                  | -                  | -                  | -           | -           | -           | 6      | 1      |
| Totale Waasland-Beveren | Totale Waasland-Beveren | Totale Waasland-Beveren | 26         | 3          |                 | 0               | 0               |                    | -                  | -                  |             | -           | -           | 26     | 3      |
| 2021-gen. 2022          | Virton                  | D2                      | 14         | 2          | CB              | 0               | 0               | -                  | -                  | -                  | -           | -           | -           | 14     | 2      |
| gen.-giu. 2022          | Patro Eisden            | D3                      | 8          | 1          | CB              | 0               | 0               | -                  | -                  | -                  | -           | -           | -           | 8      | 1      |
| 2022-2023               | Knokke                  | D3                      | 27         | 22         | CB              | 1               | 0               | -                  | -                  | -                  | -           | -           | -           | 28     | 22     |
| 2023-2024               | Odra Opole              | 1L                      | 21         | 5          | CP              | 1               | 0               | -                  | -                  | -                  | -           | -           | -           | 22     | 5      |
| 2024-2025               | Odra Opole              | 1L                      | 0          | 0          | CP              | 0               | 0               | -                  | -                  | -                  | -           | -           | -           | 0      | 0      |
| Totale Odra Opole       | Totale Odra Opole       | Totale Odra Opole       | 21         | 5          |                 | 1               | 0               |                    | -                  | -                  |             | -           | -           | 22     | 5      |
| Totale carriera         | Totale carriera         | Totale carriera         | 142+1      | 53+0       |                 | 3               | 0               |                    | -                  | -                  |             | -           | -           | 146    | 53     |

### Cronologia presenze e reti in nazionale
| Cronologia completa delle presenze e delle reti in nazionale ― Albania under 21 | Cronologia completa delle presenze e delle reti in nazionale ― Albania under 21 | Cronologia completa delle presenze e delle reti in nazionale ― Albania under 21 | Cronologia completa delle presenze e delle reti in nazionale ― Albania under 21 | Cronologia completa delle presenze e delle reti in nazionale ― Albania under 21 | Cronologia completa delle presenze e delle reti in nazionale ― Albania under 21 | Cronologia completa delle presenze e delle reti in nazionale ― Albania under 21 | Cronologia completa delle presenze e delle reti in nazionale ― Albania under 21 |
| Data                                                                            | Città                                                                           | In casa                                                                         | Risultato                                                                       | Ospiti                                                                          | Competizione                                                                    | Reti                                                                            | Note                                                                            |
| ------------------------------------------------------------------------------- | ------------------------------------------------------------------------------- | ------------------------------------------------------------------------------- | ------------------------------------------------------------------------------- | ------------------------------------------------------------------------------- | ------------------------------------------------------------------------------- | ------------------------------------------------------------------------------- | ------------------------------------------------------------------------------- |
| 26-3-2019                                                                       | Andorra la Vella                                                                | Andorra under 21                                                                | 2 – 2                                                                           | Albania under 21                                                                | Qual. Europeo Under-21 2021                                                     | 1                                                                               | 46’                                                                             |
| Totale                                                                          |                                                                                 | Presenze                                                                        | 1                                                                               |                                                                                 | Reti                                                                            | 1                                                                               |                                                                                 |